# Adinandra
Adinandra är ett släkte av tvåhjärtbladiga växter. Adinandra ingår i familjen Pentaphylacaceae.

## Bildgalleri

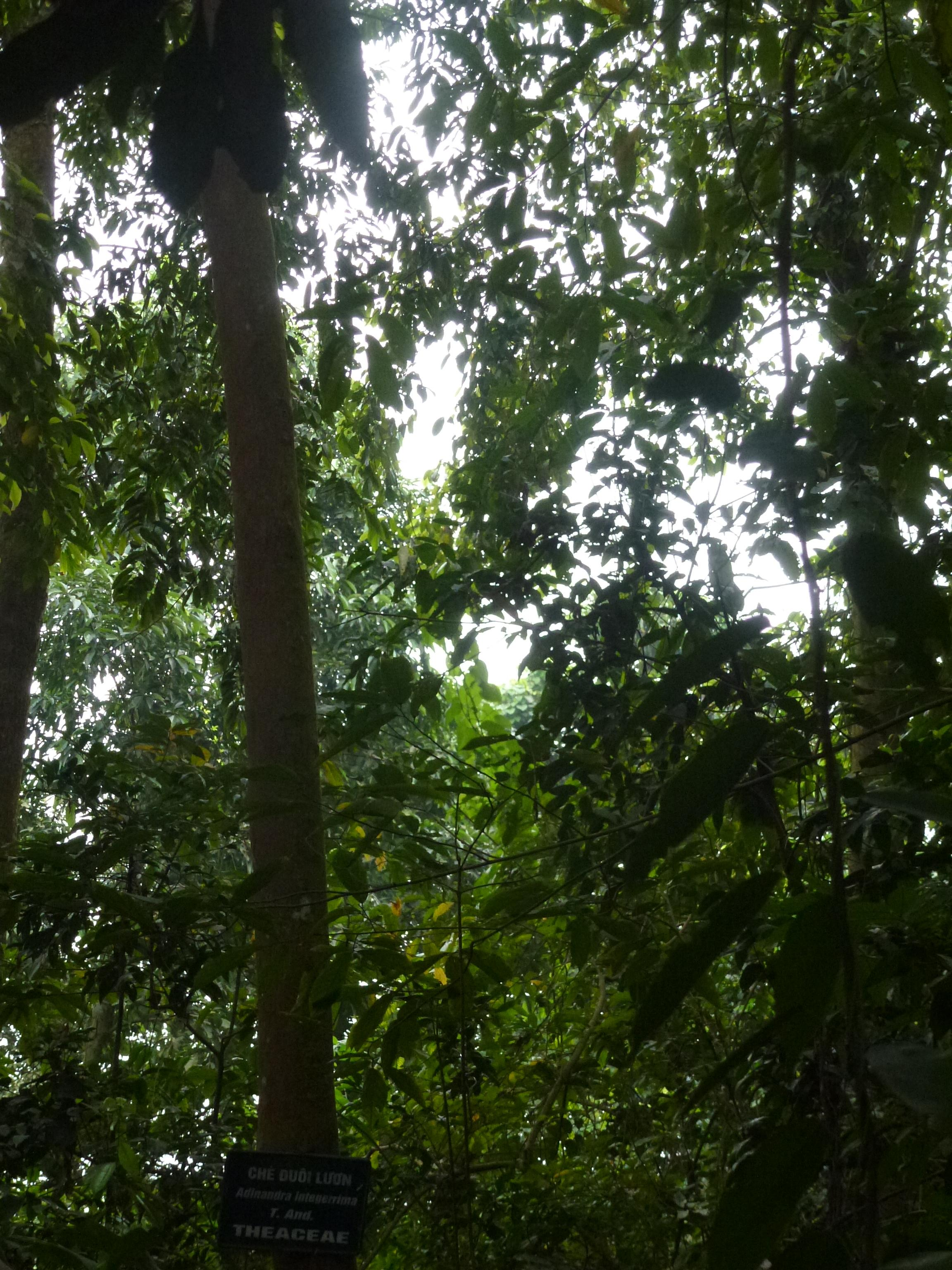

## Dottertaxa tillAdinandra, i alfabetisk ordning[1]
- Adinandra acuminata
- Adinandra acuta
- Adinandra angulata
- Adinandra angustata
- Adinandra anisobasis
- Adinandra annamensis
- Adinandra apoensis
- Adinandra auriformis
- Adinandra bicuspidata
- Adinandra bockiana
- Adinandra borneensis
- Adinandra brassii
- Adinandra brefeldii
- Adinandra calosericea
- Adinandra caudata
- Adinandra celebica
- Adinandra clemensiae
- Adinandra collettiana
- Adinandra collina
- Adinandra colombonensis
- Adinandra cordifolia
- Adinandra corneriana
- Adinandra dasyantha
- Adinandra donnaiensis
- Adinandra dubia
- Adinandra dumosa
- Adinandra elegans
- Adinandra elliptica
- Adinandra endertii
- Adinandra epunctata
- Adinandra excelsa
- Adinandra eymae
- Adinandra filipes
- Adinandra forbesii
- Adinandra formosana
- Adinandra gallatlyi
- Adinandra glischroloma
- Adinandra grandifolia
- Adinandra grandis
- Adinandra griffithii
- Adinandra hainanensis
- Adinandra hirta
- Adinandra howii
- Adinandra impressa
- Adinandra integerrima
- Adinandra javanica
- Adinandra kjellbergii
- Adinandra lancipetala
- Adinandra laotica
- Adinandra laronensis
- Adinandra lasiopetala
- Adinandra lasiostyla
- Adinandra latifolia
- Adinandra leytensis
- Adinandra lienii
- Adinandra loerzingiana
- Adinandra loheri
- Adinandra luzonica
- Adinandra macgregorii
- Adinandra maculosa
- Adinandra magniflora
- Adinandra maquilingensis
- Adinandra masambensis
- Adinandra megaphylla
- Adinandra microcarpa
- Adinandra millettii
- Adinandra myrioneura
- Adinandra nigroglandulosa
- Adinandra nigropunctata
- Adinandra nitida
- Adinandra nunkokensis
- Adinandra oblonga
- Adinandra obtusata
- Adinandra parvifolia
- Adinandra pingbianensis
- Adinandra plagiobasis
- Adinandra poilanei
- Adinandra polyneura
- Adinandra quinquepartita
- Adinandra rantepaoensis
- Adinandra retusa
- Adinandra rubiginosa
- Adinandra ryukyuensis
- Adinandra sarosanthera
- Adinandra steenisii
- Adinandra subauriculata
- Adinandra subsessilis
- Adinandra subunguiculata
- Adinandra sylvestris
- Adinandra verrucosa
- Adinandra villosa
- Adinandra yaeyamensis